# Betta foerschi
Betta foerschi är en fiskart som beskrevs av Vierke, 1979. Betta foerschi ingår i släktet Betta och familjen Osphronemidae. Inga underarter finns listade.